# Diamantkoppaal

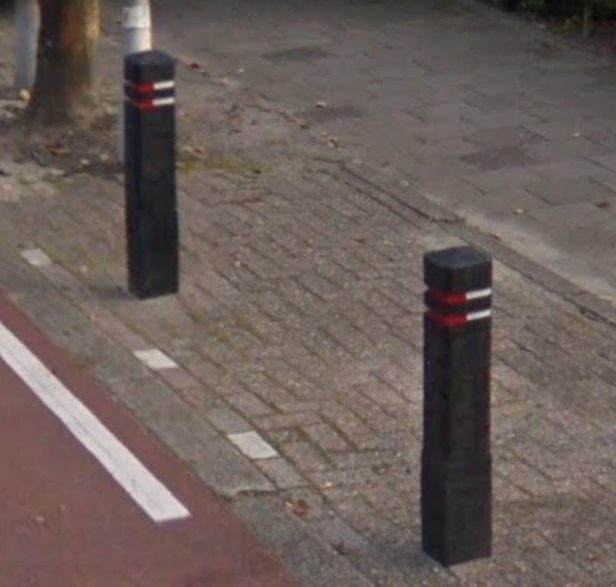
Twee diamantkoppalen langs de weg.

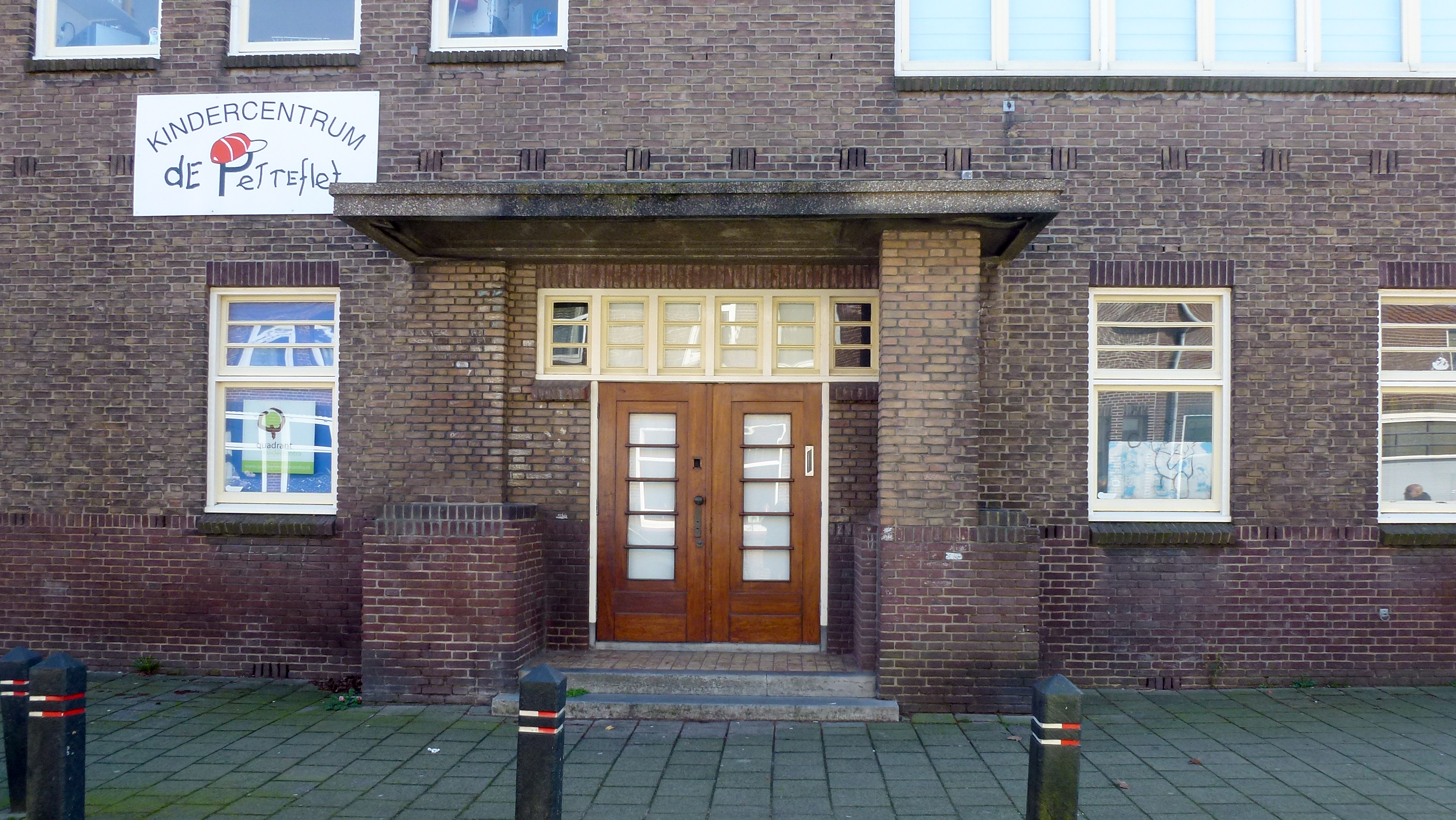
Diamantkoppalen op de voorgrond in Gouda

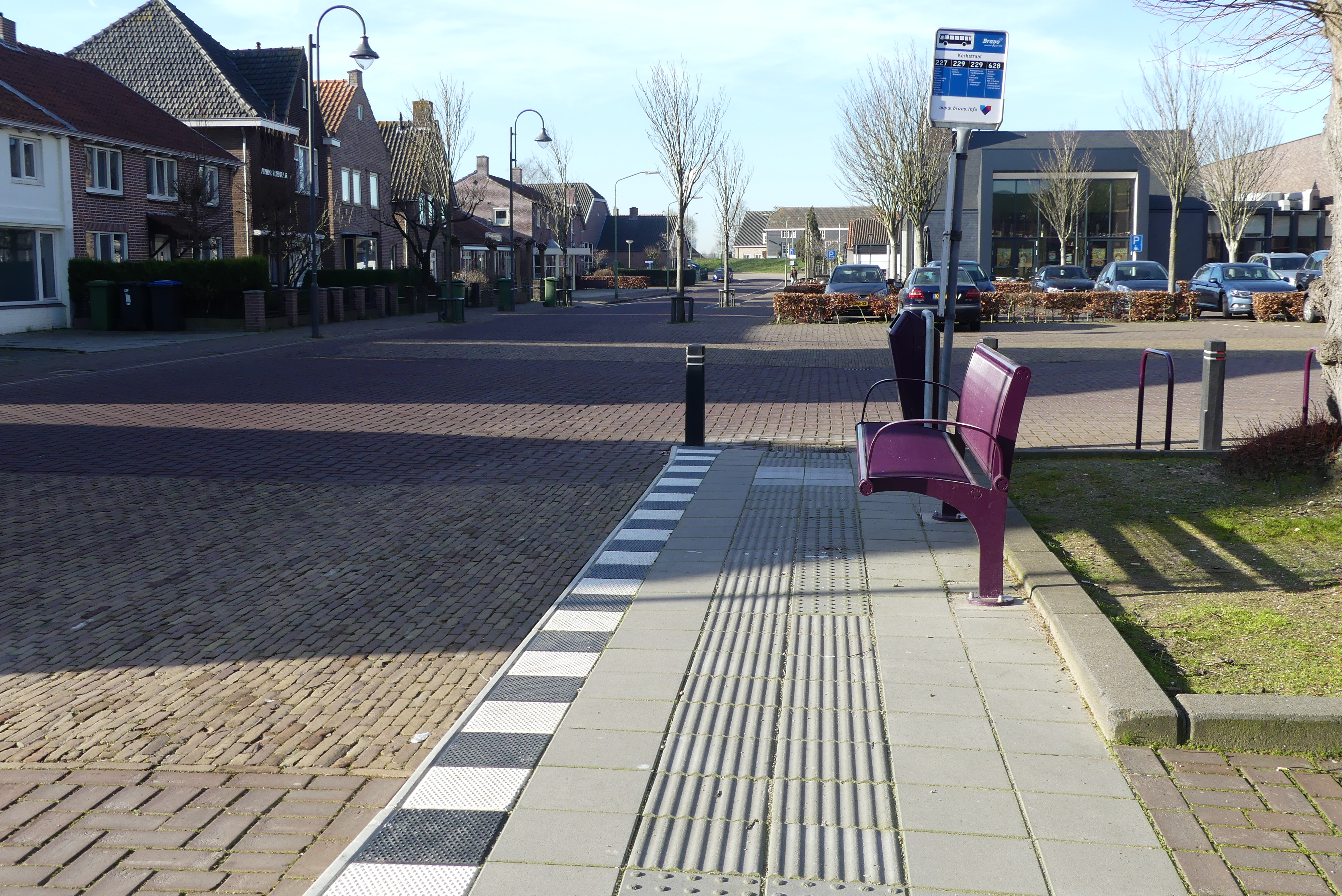
Bushalte met op de hoek een diamantkoppaal

Diamantkoppalen worden gebruikt om de verkeersveiligheid te vergroten, zoals fietspaden beschermen en parkeerverboden markeren (anti-parkeerpaal).
Toen de diamantkoppaal zijn intrede deed was deze vervaardigd van hardhout. Later werden ze gemaakt van veelal gerecyclede kunststof met of zonder reflectorbanden.
De diamantkoppaal zit ongeveer een halve meter diep in de grond. Wat deze paal zo speciaal maakt is de X-base. Die zorgt voor een gewichtsreductie en een grotere grondweerstand.